# جون ماسي
جون إدوارد ماسي (بالإنجليزية: John Edward Massey) هو سياسي ومحامٍ وقس معمداني أمريكي وُلِد في 2 أبريل 1819 في نورثومبرلاند، فرجينيا. شغل منصب نائب حاكم فرجينيا بين عامي 1886 و1890، وكان شخصية محورية في السياسة المحلية خلال أواخر القرن التاسع عشر.

## حياته ومهنته
بدأ ماسي حياته كقسٍ معمداني، ثم انتقل إلى العمل القانوني والسياسي. لعب دورًا بارزًا في حركة Readjuster Party التي سعت لإصلاح الديون العامة لفرجينيا بعد الحرب الأهلية. لاحقًا، انضم إلى الحزب الديمقراطي وأصبح نائبًا لحاكم ولاية فرجينيا، حيث خدم تحت الحاكم فيتزهو لي.

## إرثه
اشتهر ماسي بمواقفه المؤثرة في السياسة والديْن العام للولاية، وكان من الشخصيات التي ساعدت في إعادة رسم المشهد السياسي لفرجينيا بعد الحرب الأهلية. ترك خلفه إرثًا سياسيًا بارزًا في تاريخ الولاية..